# Параметр
Пара́метр (от др.-греч. παραμετρέω — «отмеривающий»; где παρά: «рядом», «второстепенный», «вспомогательный», «подчинённый»; и μέτρον: «измерение») — величина, значения которой служат для различения элементов некоторого множества между собой; величина, постоянная в пределах данного явления или задачи, но при переходе к другому явлению или задаче могущая изменить своё значение.
Если переменная величина сохраняет постоянное значение в конкретных условиях, то в этом случае она называется параметром.
Иногда параметрами называют также величины, очень медленно изменяющиеся по сравнению с другими величинами (переменными).
Параметр — свойство, количественный признак объекта или системы, которое можно измерить; результатом измерения параметра системы является числа или величина параметра, а саму систему можно рассматривать как множество параметров, которые исследователь посчитал необходимым измерить для моделирования её поведения. 
Математик Виет использовал слово данные. В отличие от переменных величин параметры - это ранее обработанные данные. 
Параметр в технике - измеряемая величина, являющаяся существенной характеристикой состояния системы, устройства, явления, процесса. Например, коэффициент трения, электрическое сопротивление, сила тока, теплоемкость, теплопроводность. Но, когда они из множества возможных состояний системы определяют конкретное. Обусловливают состояние или дальнейшее развитие. Одна и та же величина в разных процессах, явлениях, объектах может быть параметром или переменной величиной. 

## Особенности использования термина
Термин «параметр» используется во многих областях знаний: математика, статистика, физика, логика, инженерное дело и т. д., где он имеет свои специфичные значения, в связи с чем существует некоторая путаница в его использовании.

### Математика
В математике термин «параметр» используется в двух значениях:
1. Величина, неизменная в данной задаче либо для данной кривой, но не являющаяся универсальной константой. Например, в функции {\displaystyle y=pe^{x}} величины {\displaystyle x,y} — переменные, {\displaystyle e} — универсальная постоянная, {\displaystyle p} — параметр.  Величина, значения которой служат для различения элементов некоторого множества. Например, в уравнении окружности радиус это параметр, так как выделяет из множества окружностей конкретную окружность.
2. Вспомогательная переменная, не входящая в условие задачи, но удобная для решения или для наглядности. Например, уравнение плоской неподвижной окружности {\displaystyle x^{2}+y^{2}=25} можно заменить системой {\displaystyle x=5\cos(t),y=5\sin(t)}, где {\displaystyle t} — параметр, то есть вспомогательная переменная.

### Термодинамика
В термодинамике используют статистические модели, которые необходимы для теоретического изучения влияния флуктуаций, шумов и т. д. на процессы в колебательных системах; при учёте случайных процессов движение системы будет подчиняться законам статистики. При этом для оценки характеристик и параметров распределений и проверки гипотез используют функцию от результатов наблюдений.

### Теория динамических систем
В динамических моделях реальных систем пренебрегают в них флуктуациями и всеми другими статистическими явлениями. Если говорить об идеализации реальных физических систем в виде динамических моделей, зависимости между величинами, определяющими состояние системы, можно выразить в виде тех или иных дифференциальных уравнений, в которые входит некоторое число постоянных параметров, характеризующих систему, то есть отражающих её свойства; постоянные параметры или их комбинации входят в такие уравнения в виде коэффициентов.
При исследовании динамических систем иногда выделяют группу «паразитных» параметров — то есть таких, изменение которых в пределах интересующей исследователя области значений не оказывает существенного влияния на поведение системы.
В теории динамических бифуркаций параметр рассматривается как зависящий от времени, переменный параметр; притом обычно интерес для исследования свойств системы представляет бифуркационный параметр, то есть такой, при изменении которого в системе происходит та или иная бифуркация. Исследования динамических бифуркаций обычно проводят в быстро-медленных системах, то есть содержащих так называемый малый параметр, при помощи которого систему разделяют на «быструю» и «медленную» части.

## Примеры

### Аналитическая геометрия
В декартовых прямоугольных координатах уравнением {\displaystyle (x-a)^{2}+(y-b)^{2}=1} определяется множество всех окружностей радиуса {\displaystyle 1} на плоскости {\displaystyle xOy}; полагая, например, {\displaystyle a=3,b=4}, выделяют из этого множества вполне определённую окружность с центром {\displaystyle (3,4)}, и, следовательно, {\displaystyle a} и {\displaystyle b} являются параметрами окружности в рассматриваемом множестве.

### Уравнение идеального газа
В уравнении идеального газа
{\displaystyle PV=nRT\,}
- Здесь {\displaystyle R} — это универсальная газовая константа, постоянная не только в конкретной системе, но и для любых газов, поэтому она не является параметром системы.
- Величины {\displaystyle P,V,n,T} могут быть в зависимости от процесса либо переменными, либо параметрами данной газовой системы.

Например, при изохорном процессе (когда неизменен объём {\displaystyle V} и количество вещества {\displaystyle n}):
- давление {\displaystyle P} и температура {\displaystyle T} — переменные;
- объём {\displaystyle V} и количество вещества {\displaystyle n} — параметры;
- {\displaystyle R} — константа.

### Программирование
Параметр в программировании — принятый функцией аргумент. Термин «аргумент» подразумевает, что конкретно и какой конкретной функции было передано, а параметр — в каком качестве функция применила это принятое.

### Орбиты спутников и планет
При изучении орбитального движения спутников и планет используются разные величины:
- координаты спутника и время являются переменными, а не параметрами;
- гравитационная постоянная является универсальной константой, а не параметром;
- длина большой полуоси, эксцентриситет и другие являются параметрами, так как они для разных орбит могут быть разными, но в пределах одной орбиты они неизменны (или почти неизменны).

### Рост популяции
В дифференциальном уравнении, которое моделирует рост популяции
{\displaystyle {\frac {dP}{dt}}=rP\cdot \left(1-{\frac {P}{K}}\right)}
где переменная (не параметр) {\displaystyle P} представляет собой размер популяции,

параметр {\displaystyle K} используется в качестве величины, которая определяет максимальное количество особей, которое может прокормить внешняя среда.

параметр {\displaystyle r} определён как скорость роста популяции {\displaystyle P}.
Здесь величину {\displaystyle P} принято называть именно переменной, а не параметром, потому что её пытаются вычислить на каждом шаге времени {\displaystyle t}, то есть {\displaystyle P} постоянно изменяется при вычислении. Свойство {\displaystyle K} и {\displaystyle r} (параметры) внешней среды и параметр роста популяции неизменны на весь период роста популяции и измеряются проектировщиком модели ещё до составления уравнения.

### Статистическая модель нормального распределения
В статистике слово «параметр» (иногда используется термин «показатель») относится к статистическим свойствам совокупности (средняя, мода, медиана, дисперсия и т.д.). Например, модель нормального распределения величины роста людей {\displaystyle x} в общей совокупности всех людей населяющих Россию может быть задана таким распределением:
{\displaystyle f(x)={\frac {1}{\sigma {\sqrt {2\pi }}}}\;e^{-{\frac {(x-\mu )^{2}}{2\sigma ^{2}}}},} 
в этой формуле:
- х — переменная — рост человека.
- μ — параметр — математическое ожидание (среднее значение), медиана и мода распределения.
- σ — параметр — среднеквадратическое отклонение распределения.
- {\displaystyle e,\pi } — математические константы.